# Podfigurze
Podfigurze – część wsi Ściejowice w Polsce, położona w województwie małopolskim, w powiecie krakowskim, w gminie Liszki.
W latach 1975–1998 Podfigurze administracyjnie należało do województwa krakowskiego.